# Merlin Bronques
Merlin Bronques (* 28. April 1969 in Brooklyn, New York City) ist ein amerikanischer Fotograf und Musiker. Bekannt wurde er durch seine Partyfotos die er auf seiner Website lastnightsparty.com veröffentlicht.

## Leben
Merlin Bronques lebte zeitweise in Montreal und Aylmer (Québec), Kanada oder in New York City, USA. Er studierte Musik an der Concordia University in Montreal in den 1990er Jahren. Mit seinen Bands Ma, NAM:LIVE! oder als Solokünstler Merlin war er überwiegend in Kanada als Musiker populär und veröffentlichte mehrere Alben bei Labels wie MCA Records oder Dekathlon Records.
Seit Oktober 2004 betätigt sich Bronques als Partyfotograf. Er besucht dabei angesagte Locations in aller Welt und fotografiert Partygäste, Musiker, DJs aber auch Hotelzimmer, Straßen oder Plätze und veröffentlicht diese Fotos auf seiner Webseite. Bronques Vater hatte ein Fotostudio, Bronques selbst hatte allerdings keine fotografische Ausbildung absolviert. Er lichtete auch zahlreiche Prominente ab, darunter Madonna oder David Bowie.

## Publikationen
- 2006: lastnightsparty: Where Were You Last Night? (Abrams) ISBN 0-8109-4902-4

## Musikvideos
- 2005:"Hard to Beat" von Hard-Fi (Der Clip zeigt Fotografien von Merlin Bronques)[4]
- 2008:"Everyone Nose" von N.E.R.D (Der Clip zeigt Fotografien von Merlin Bronques)[5]
- 2009:"Kidzz" von Nid and Sancy (Der Clip basiert auf Fotografien von Merlin Bronques)[6]